# Hruszniew-Ukazy
Hruszniew-Ukazy – część wsi Hruszniew w Polsce, położona w województwie mazowieckim, w powiecie łosickim, w gminie Platerów.
W latach 1975–1998 Hruszniew-Ukazy należały administracyjnie do województwa bialskopodlaskiego.